# Eka Ramdani
Eka Ramdani (Purwakarta, 18 giugno 1984) è un calciatore indonesiano, centrocampista del Persela Lamongan.

## Carriera

### Club
Comincia a giocare al Persib. Nel 2003 passa allo Sriwijaya. Nel 2005 torna al Persib. Nel 2011 si trasferisce al Persisam Putra. Nel 2013 viene acquistato dal Pelita Bandung Raya. Nel 2014 passa al Semen Padang. Nel 2016 si trasferisce allo Sriwijaya. Nel gennaio del 2017 viene acquistato dal Persela Lamongan.

### Nazionale
Ha debuttato in Nazionale il 23 agosto 2006, nell'amichevole Malesia-Indonesia (1-1). Ha messo a segno la sua prima rete con la maglia della Nazionale il 4 novembre 2009, nell'amichevole Singapore-Indonesia (3-1), in cui ha siglato la rete del momentaneo 1-1. Ha partecipato, con la Nazionale, alla Coppa d'Asia 2007. Ha collezionato in totale, con la maglia della Nazionale, 25 presenze e una rete.